# Championnats d'Afrique de karaté 2025
Navigation
Édition précédente Édition suivante
Les championnats d'Afrique de karaté 2025, vingt-quatrième édition des championnats d'Afrique de karaté, ont lieu du 25 au 27 août 2025 à Abuja, au Nigeria. La 15e édition des championnats juniors et la 7e édition des championnats cadets s'y tiennent conjointement.
Plus de 400 karatékas provenant de 28 pays participent à la compétition qui est qualificative pour les Championnats du monde de karaté 2025.

## Médaillés

### Hommes
| Épreuve           | Or | Argent | Bronze                                                                                        |
| ----------------- | --- | --- | --------------------------------------------------------------------------------------------- |
| Kata              | Mostafa Elghobashy (EGY) | Olorunmbe Oluwaseun (NGA) | Youcef Ziad (ALG)                                                                             |
| Kata              | Mostafa Elghobashy (EGY) | Olorunmbe Oluwaseun (NGA) | Brillant Mukeshimana (BDI)                                                                    |
| Kata par équipe   | Maroc Abderrahmane Chakir Tijani Lamoun Adam Rchouq                                                                             | Égypte Mostafa Elghobashy Abdelrahman Elmowafi Tarek Ramadan | Burundi Brillant Mukeshimana Ismael Niyubuntu Kenny Ntakirutimana Amani King Ndiramiye        |
| Kata par équipe   | Maroc Abderrahmane Chakir Tijani Lamoun Adam Rchouq                                                                             | Égypte Mostafa Elghobashy Abdelrahman Elmowafi Tarek Ramadan | République démocratique du Congo Ndibwani Buguzi Sibomana Buguzi Masimango Kwitanda           |
| Kumite −60 kg     | Mohamed Ayat (TUN) | Zyad Elgharib Aly (EGY) | Martial Kpadonou (BEN)                                                                        |
| Kumite −60 kg     | Mohamed Ayat (TUN) | Zyad Elgharib Aly (EGY) | Mohamed Kaboré (BUR)                                                                          |
| Kumite −67 kg     | Ali Elsawy (EGY) | Ayoub Anis Helassa (ALG) | Said Oubaya (MAR)                                                                             |
| Kumite −67 kg     | Ali Elsawy (EGY) | Ayoub Anis Helassa (ALG) | Jody Williams (RSA)                                                                           |
| Kumite −75 kg     | Abdalla Mamduh Abdelaziz (EGY)                                                                                                  | Oussama Zaid (ALG) | Ahmed Rayane Tlili (TUN)                                                                      |
| Kumite −75 kg     | Abdalla Mamduh Abdelaziz (EGY)                                                                                                  | Oussama Zaid (ALG) | Hamza Sam (MAR)                                                                               |
| Kumite −84 kg     | Omar Osman (EGY) | Mehdi Sriti (MAR) | Falleh Midoune (ALG)                                                                          |
| Kumite −84 kg     | Omar Osman (EGY) | Mehdi Sriti (MAR) | Rayen Ghazouani (TUN)                                                                         |
| Kumite +84 kg     | Taha Tarek Mahmoud (EGY) | Reda Hanni (MAR) | Mouhamadou Falilou Diop (SEN)                                                                 |
| Kumite +84 kg     | Taha Tarek Mahmoud (EGY) | Reda Hanni (MAR) | Hocine Daikhi (ALG)                                                                           |
| Kumite par équipe | Égypte Abdalla Mamduh Abdelaziz Abdalla Hesham Abdelgawad Zyad Elgharib Aly Ali Elsawy Taha Tarek Mahmoud Adel Omara Omar Osman | Cameroun Rick Brayan Lontsi Fosso Molière Toka Ngantchang Martiny Louis Baptiste Koung François Tandjon Mbiakos Franck Lopez Kenne Djiemeli Stéphane Fouda Mbarga Yoan Junior Dassi Tchouela | Angola Nario Lopes Rodrigues Longa Victor De Sousa Ruben Daniel Emilio Cruz Leonardo Mayala   |
| Kumite par équipe | Égypte Abdalla Mamduh Abdelaziz Abdalla Hesham Abdelgawad Zyad Elgharib Aly Ali Elsawy Taha Tarek Mahmoud Adel Omara Omar Osman | Cameroun Rick Brayan Lontsi Fosso Molière Toka Ngantchang Martiny Louis Baptiste Koung François Tandjon Mbiakos Franck Lopez Kenne Djiemeli Stéphane Fouda Mbarga Yoan Junior Dassi Tchouela | Maroc Hamza Sam Said Oubaya Tijani Lamoum Abdel Ali Jina Reda Hanni Ahmed Haddadi Mehdi Sriti |

### Femmes
| Épreuve           | Or                                                               | Argent                                                                                                   | Bronze                                                                                  |
| ----------------- | ---------------------------------------------------------------- | --- | --------------------------------------------------------------------------------------- |
| Kata              | Aya Hesham (EGY)                                                 | Narimène Dahleb (ALG)                                                                                    | Centy Kgosikoma (BOT)                                                                   |
| Kata              | Aya Hesham (EGY)                                                 | Narimène Dahleb (ALG)                                                                                    | Aya En-Nesyry (MAR)                                                                     |
| Kata par équipe   | Maroc Sanae Agalmam Israe El Kahri Aya En-Nesyry                 | Égypte Asmaa Allam Aya Hesham Jana Khamis                                                                | Burkina Faso Flore Carine Oubda Anicha Romba Farida Romba                               |
| Kata par équipe   | Maroc Sanae Agalmam Israe El Kahri Aya En-Nesyry                 | Égypte Asmaa Allam Aya Hesham Jana Khamis                                                                | Cameroun Akamba Tchankeu Naissance Lesly Carelle Tueno Fotso Nelly Dzeu Youmbi          |
| Kumite −50 kg     | Cylia Ouikene (ALG)                                              | Reem Ahmed Salama (EGY)                                                                                  | Marinda Roetz (RSA)                                                                     |
| Kumite −50 kg     | Cylia Ouikene (ALG)                                              | Reem Ahmed Salama (EGY)                                                                                  | Loveth Ngozi Okoro (NGA)                                                                |
| Kumite −55 kg     | Ahlam Youssef (EGY)                                              | Godfirst Orie Ukoha-Sampson (NGA)                                                                        | Chaimae El Hayti (MAR)                                                                  |
| Kumite −55 kg     | Ahlam Youssef (EGY)                                              | Godfirst Orie Ukoha-Sampson (NGA)                                                                        | Louiza Abouriche (ALG)                                                                  |
| Kumite −61 kg     | Wafa Mahjoub (TUN)                                               | Noursin Ali (EGY)                                                                                        | Nelly Dzeu Youmbi (CMR)                                                                 |
| Kumite −61 kg     | Wafa Mahjoub (TUN)                                               | Noursin Ali (EGY)                                                                                        | Khadidja Ghelam (ALG)                                                                   |
| Kumite −68 kg     | Olivia Davina Bodiong Gaboaya (CMR)                              | Anne-Coralie Typhaine Keita (GUI)                                                                        | Karima Mekkaoui (ALG)                                                                   |
| Kumite −68 kg     | Olivia Davina Bodiong Gaboaya (CMR)                              | Anne-Coralie Typhaine Keita (GUI)                                                                        | Tesnime Essid (TUN)                                                                     |
| Kumite +68 kg     | Menna Shaaban Okila (EGY)                                        | Isra Ben Taieb (TUN)                                                                                     | Chaima Oudira (ALG)                                                                     |
| Kumite +68 kg     | Menna Shaaban Okila (EGY)                                        | Isra Ben Taieb (TUN)                                                                                     | Caroline Nwankwo Ujunwa (NGA)                                                           |
| Kumite par équipe | Égypte Noursin Aly Hadir Hendy Menna Shaaban Okila Ahlam Youssef | Cameroun Akamba Tchenkeu Naissance Nelly Dzeu Youmbi Stella Ogandoa Nsioma Olivia Davina Bodiong Gaboaya | Nigeria Blessing Onyeme Rita Omoshuka Ogene Caroline Nwankwo Ujunwa Nancy Ibeh Chinenye |
| Kumite par équipe | Égypte Noursin Aly Hadir Hendy Menna Shaaban Okila Ahlam Youssef | Cameroun Akamba Tchenkeu Naissance Nelly Dzeu Youmbi Stella Ogandoa Nsioma Olivia Davina Bodiong Gaboaya | Burkina Faso Aliya Aurore Bance Samira Compaoré Farida Romba Rachidatou Sambaré         |